# ساختمان کلارته
ساختمان کلارته (به فرانسوی: Immeuble Clarté) آپارتمانی در ژنو است که لو کوربوزیه و پیر ژانره، طراحی آن را از سال ۱۹۲۸ آغاز کردند و در سال‌های ۱۹۳۱–۱۹۳۲ ساخت و ساز آن تمام شد. این ساختمان هشت طبقه، شامل ۴۵ واحد مسکونی دارای نقشه آزاد است که دارای سازماندهی و اندازه‌های متنوع هستند. این ساختمان یکی از پروژه‌های کلیدی لوکوربوزیه است که در آن او اصول معماری مدرن در ساختمان‌های آپارتمانی را کاوش می‌کند که بعداً به اصلِ طراحی یونیت دابیتاسیون منجر شد.
پس از نجات از تخریب در دههٔ ۱۹۶۰، این ساختمان نخستین بار در دههٔ ۱۹۷۰ بازسازی شد. پس از تهدید دوباره برای تخریب در دههٔ ۱۹۸۰، در سال ۱۹۸۶ به عنوان یک بنای تاریخی ثبت شد. در ژوئیه سال ۲۰۱۶، این ساختمان و چندین اثر دیگر لو کوربوزیه به عنوان میراث جهانی یونسکو ثبت شدند.

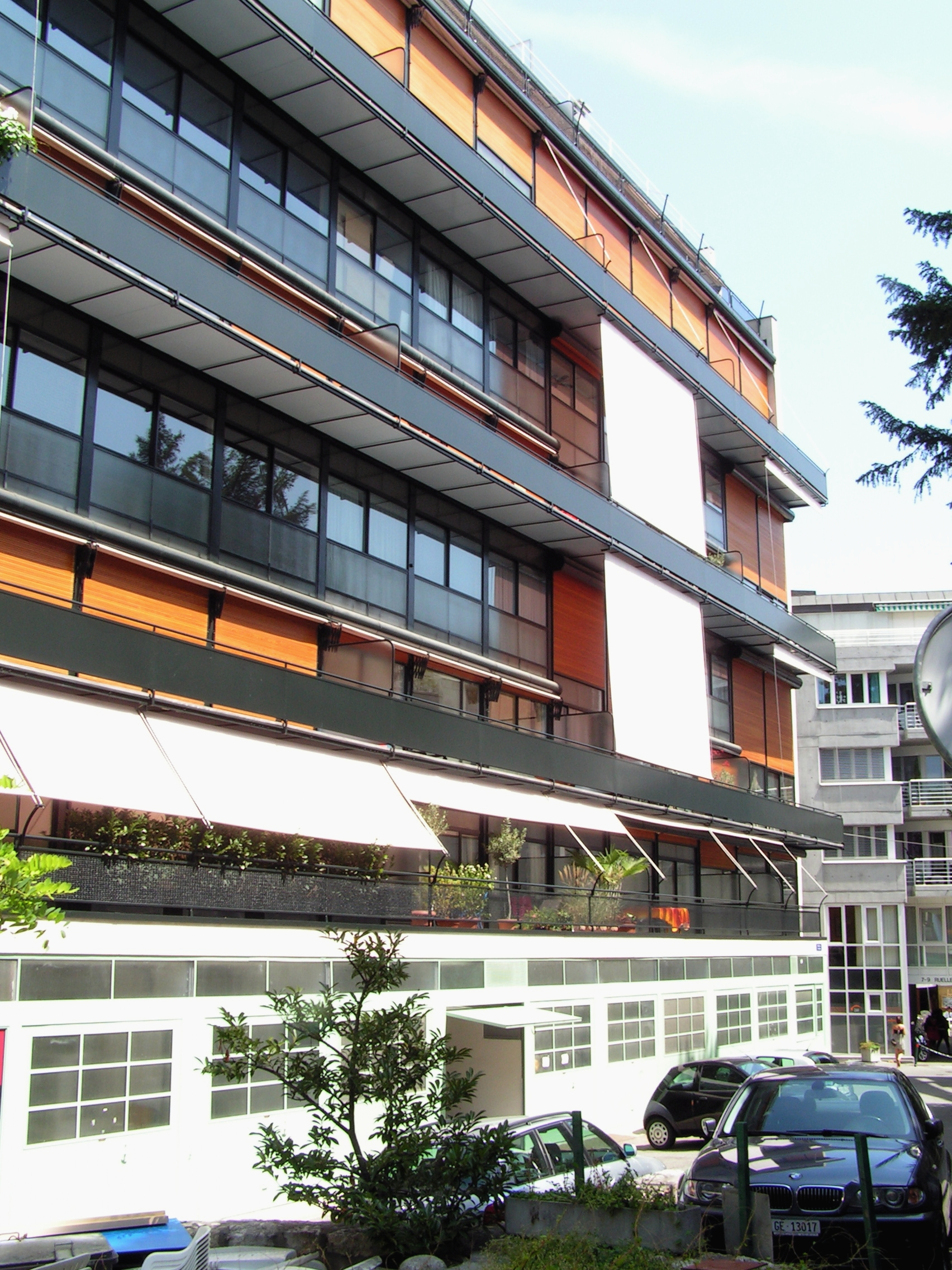

## بیشتر خواندن
- Sumi, Christian: "Immeuble Clarté Genf 1932 von Le Corbusier & Pierre Jeanneret", Zürich: gta, ETH Zürich 1989, شابک ‎۳-۲۵۰-۵۰۱۰۶-۹